# Puffin Browser
Puffin Web Browser — веб-браузер, который был разработан CloudMosa, американской компанией мобильных технологий, основанной Шиупыном Шэном, для мобильных и компьютерных операционных систем, таких как Android, iOS и Windows. Браузер использует разделённую архитектуру, где некоторые обработки выполняются на зашифрованных облачных серверах для повышения производительности загрузки веб-страницы. В результате обработки страниц с помощью IP-адресов облачных серверов, сайтам отображается IP-адрес облачного сервера, и некоторые веб-сайты могут обнаружить, что браузер использует прокси-сервер. Например, пользователи не могут редактировать Википедию с помощью Puffin, потому что Википедия обнаруживает, что Puffin использует прокси-сервер.
Puffin поставляется с Adobe Flash Player для воспроизведения флэш-контента. Он также имеет виртуальный тачпад, геймпад и функцию экранной клавиатуры.
Puffin Web Browser также имеет версию «Lite» для iOS.
Назван в честь тупиков.
С некоторых пор разработчики изменили политику распространения браузера для PC, браузер стал платным для всех физических лиц. После регистрации первый месяц можно пользоваться бесплатно (информация из FAQ официального сайта):
В мае 2019 года CloudMosa объявила, что прекращает поддержку приложения Puffin Web Browser на устройствах iOS из-за политики Apple App Store. Однако CloudMosa выпустила Puffin Web Browser Lite для устройств iOS, не поддерживающих Adobe Flash Player.

## Беспокойство
В отличие от большинства веб-браузеров, которые визуализируют веб-страницы внутри, Puffin Browser использует внешние облачные серверы для визуализации, аналогично Opera Mini и режиму экономии данных в Google Chrome. 
Из-за этого весь незашифрованный трафик пользователя проходит через серверы Puffin. Это означает, что потенциально конфиденциальная информация, такая как пароли, проходит через серверы Puffin в открытом виде и может ими регистрироваться. Политика конфиденциальности Puffin гласит, что контент веб-страницы не регистрируется ими и что у них нет доступа к паролям пользователей.